# Biely Kostol
Biely Kostol (maďarsky Pozsonyfehéregyház) je obec na Slovensku v okrese Trnava. Žije zde přibližně 2 600 obyvatel. První písemná zmínka o obci pochází podle jednoho zdroje z roku 1244, podle jiného z roku 1332.
V obci je římskokatolický Kostel Krista Krále z roku 1941.